# Krum

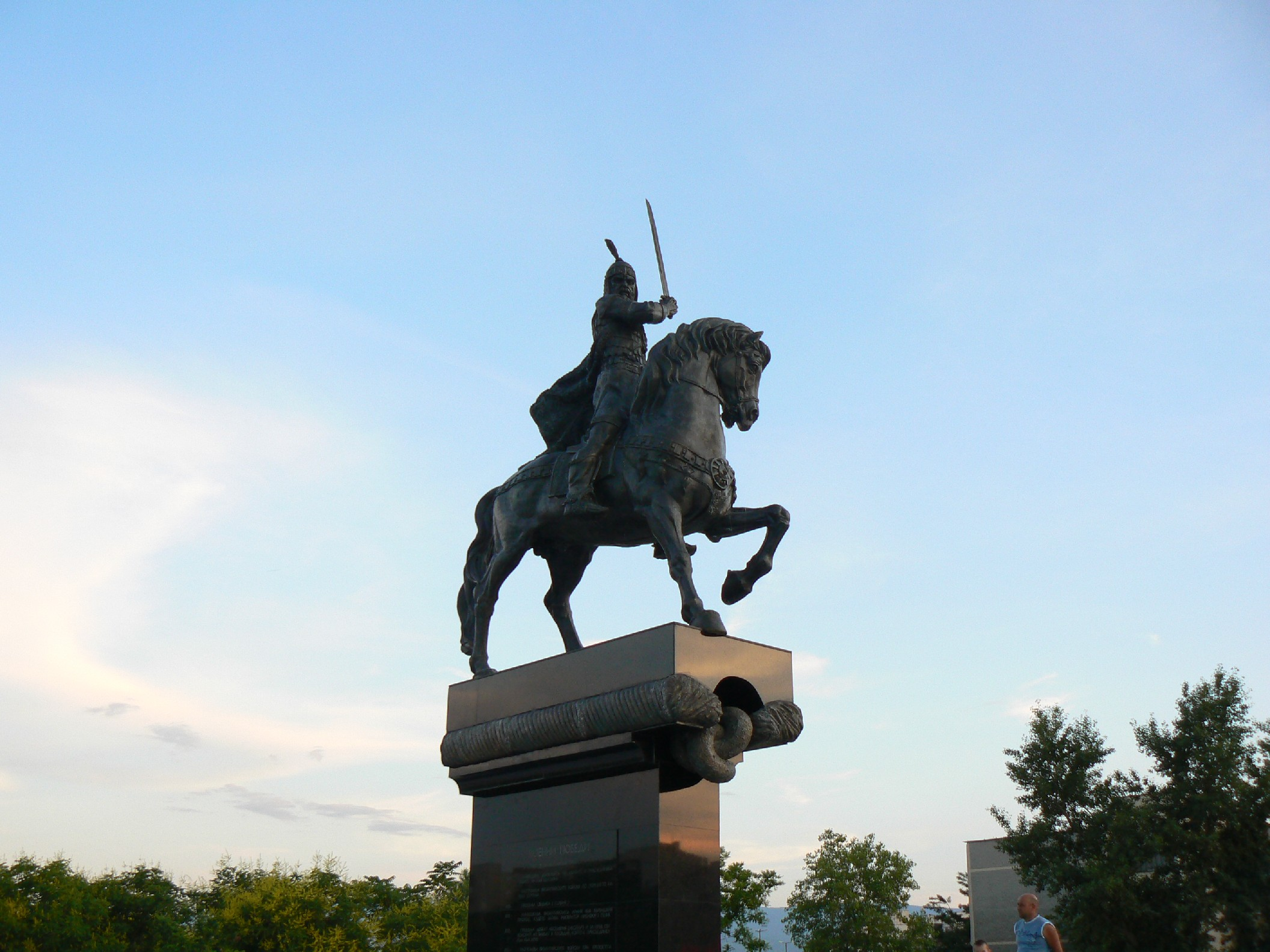
Krumova socha ve městě Plovdiv

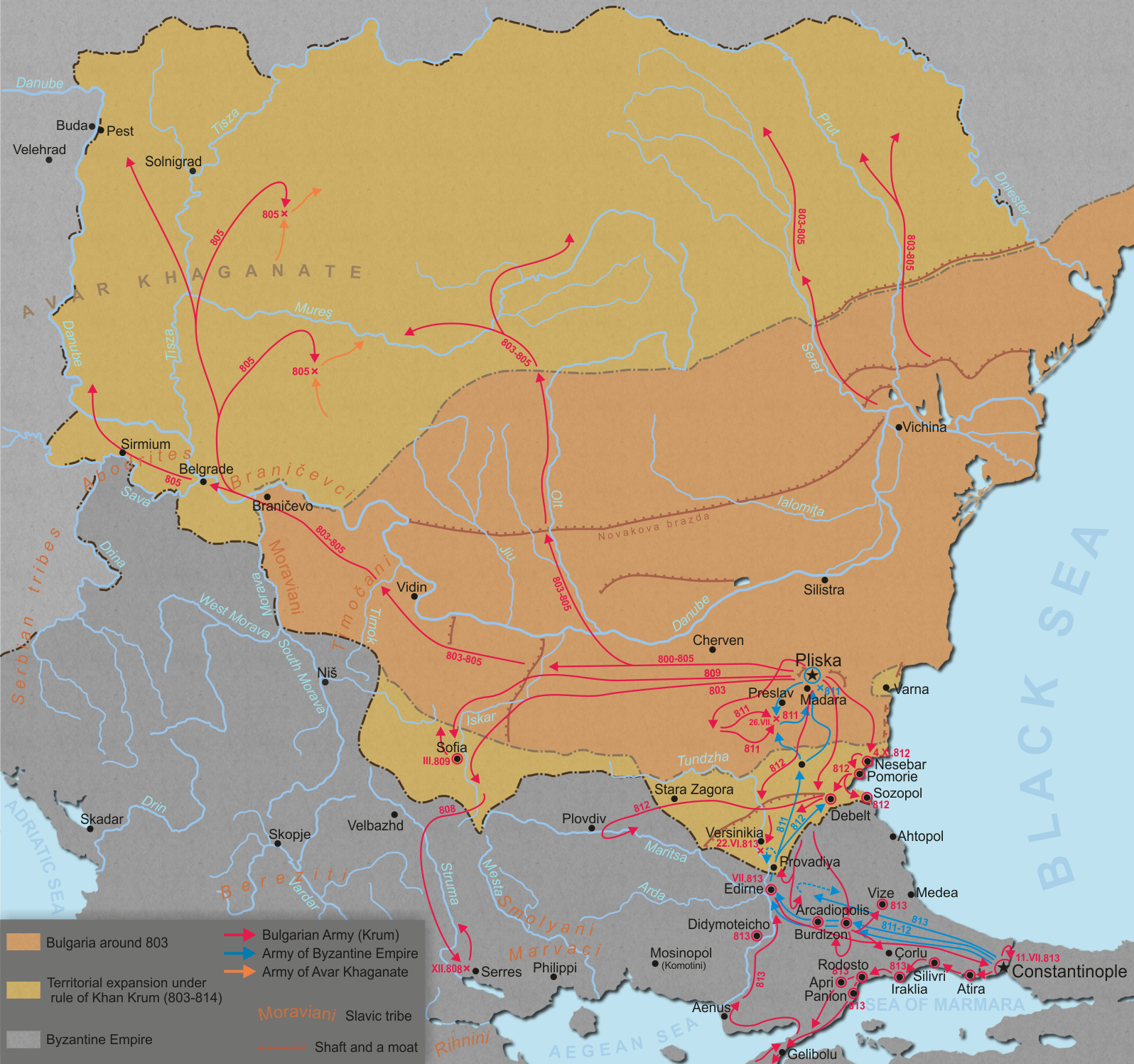
Rozsah bulharské říše
během Krumovy vlády
(nově získaná území jsou znázorněna žlutě)

Krum († 13. dubna 814) byl bulharský chán v letech 803–814 za První bulharské říše.

## Život a vláda
Chán Krum se narodil v Panonii. Byl schopný panovník a diplomat a svou vládou zanechal nesmazatelný otisk v bulharských dějinách. Zápisy jej popisují jako energického, smělého a tvrdého vládce, a pokud bylo třeba, i nemilosrdného. Ve státních záležitostech (např. dobývání nových území) byl neoblomný.
Po nástupu na trůn se nejprve vypořádal s Avary, kteří žili na severní hranici Bulharska. Tak své teritorium rozšířil až k Dunaji a Karpatům a připojil k nim i nové slovanské kmeny. Byzantští kronikáři tento jev popisovali jako „Dunajské Bulharsko“. Společná hranice byla ustanovená v dohodě s Karlem Velikým. Bulharsko se v té době stalo největší zemí na Balkánském poloostrově a také bylo největší zemí v tomto období vůbec. Cílem chána Kruma bylo spojení všech zemí, které byly obývané Slovany, do jeho státu.

### Války s Byzantinci
Na přelomu let 808 a 809 ve svém první boji bojoval s Byzantinci u řeky Struma. Po tomto vítězství si otevřel cestu k městu Serdika (Sofie), které se později stalo hlavním městem Bulharska, a dále do Makedonie.
V roce 811, během chánova pochodu do Makedonie, ho napadl císař Nikeforos I. Využil chvíle, kdy chán nebyl na svém území a obsadil jeho palác v hlavním městě Pliska. Bylo už pozdě, když se to Krum dozvěděl, poslal císaři zprávu: „Vyhrál jsi, porazil jsi mě, vezmi si, co chceš, a odejdi v pokoji“. Ale Nikeforos zprávu roztrhal. Poté přišel čas odplaty. V noci 25. července roku 811 v další bitvě mezi Bulhary a Byzantinci chán znovu svého nepřítele brutálně porazil. Byzantská říše takovou porážku nepamatovala. Císař Nikeforos i se svými sluhy padli.
Poslední bitva za Krumovy vlády se mezi těmito věčnými nepřáteli uskutečnila 22. června roku 813. U města Versinikia, blízko Adrianopole, byli Byzantinci znova poraženi a o město přišli. Bulharům ani toto nestačilo, a tak pokračovali ve svém tažení dál na východ až ke Konstantinopoli. Za sebou nenechali nic stát a všechno zpustošili. Chán Krum byl od této chvíle nazvaný „Hrozný“. V Konstantinopoli si Krum chtěl postavit svůj vlastní palác, ale jeho brzká smrt mu zabránila splnit jeho velký sen – vejít do paláce jako vítěz. Chán zemřel 13. dubna 814.

### Zákoník
Bitvy s Byzantinci nebyly pro Kruma tím nevýznamnějším a zřejmě je chápal jako plnění svých povinnosti vůči zemi a rozšiřování území. Jeho význam spočíval především v tvorbě prvních zákonů bulharského státu.
Zákony trestaly jakoukoliv krádež, vztahovaly se na každého Bulhara a zabezpečovaly ochranu chudých. Prostřednictvím těchto zákonů se mu podařilo spojit Bulhary a Slovany do jednoho silného státu a získat si jméno velkodušného panovníka. Nikomu před ním se v Bulharsku nepodařilo dosáhnout takových úspěchů.
Jeho následovníkem byl syn Omurtag, který na trůn nastoupil v roce 814.
| Předchůdce: Kardam | Znak z doby nástupu | Bulharský chán 803–814 | Znak z doby konce vlády | Nástupce: Omurtag |